# Insurecția din Łódź
Insurecția din Łódź, denumită și Zilele din Iunie, a fost o revoltă a muncitorilor polonezi din Łódź împotriva Imperiului Rus, ce a avut loc între 21–25 iunie 1905. Evenimentul a făcut parte dintr-o serie de frământări din Polonia Congresului, aflată sub control rusesc, în contextul Revoluției Ruse din 1905. Polonia, ca parte integrantă a Imperiului Rus, a fost un regat plin de efervescență revoluționară împotriva acestuia în perioada 1905–1907, iar insurecția de la Łódź a constituit un incident-cheie în aceste evenimente.
Timp de mai multe luni, muncitorii din Łódź au fost în stare de agitație, având loc mai multe greve, suprimate prin forță de poliția și armata rusă. Insurecția s-a declanșat spontan, fără vreo susținere a unui grup organizat. Grupările revoluționare poloneze au fost luate prin surprindere și nu au jucat un rol important în evenimentele ce au urmat. Pe la 21–22 iunie, după ciocniri cu autoritățile în zilele anterioare, muncitori furioși au început să construiască baricade și să atace patrulele de poliție și militare. Autoritățile au desfășurat trupe suplimentare și au declarat lege marțială. La 23 iunie, în oraș nu mai funcționa nicio întreprindere, poliția și armata luând cu asalt zeci de baricade ale muncitorilor. În cele din urmă, până la 25 iunie, revolta a fost zdrobită, soldându-se cu sute de morți și răniți. Revolta a fost relatată în presa internațională și a fost discutată pe larg de activiștii socialiști și comuniști din toată lumea. Frământările aveau să se mențină în Łódź timp de mai multe luni, deși fără proteste pe scară largă.

## Context

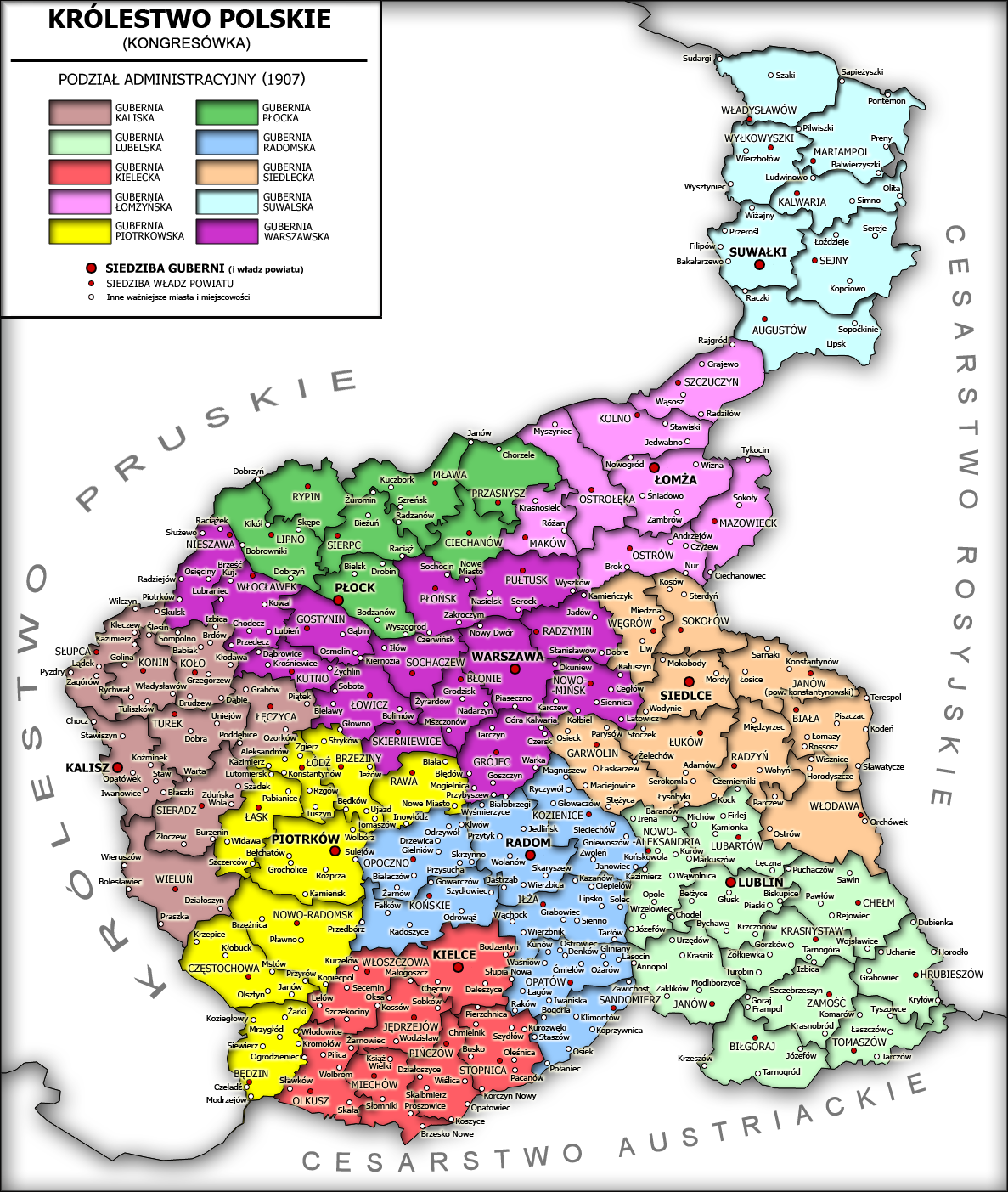
Țaratul Poloniei, împărțirea administrativă de la 1907. Łódź se afla în nordul guberniei Piotrków (galben)

La începutul secolului al XX-lea, înrăutățirea situației economice a contribuit la escaladarea tensiunilor în Rusia și Polonia: Războiul Ruso-Japonez deteriorase economia  Regatului Poloniei și, până la sfârșitul lui 1904, peste 100.000 de muncitori polonezi își pierduseră locul de muncă. La sfârșitul secolului al XIX-lea și începutul secolului al XX-lea, Łódź fusese un mare centru industrial polonez, puternic urbanizat și industrializat, densitatea mare de muncitori făcând din el un important centru al mișcării socialiste poloneze. Vestea Revoluției Ruse din 1905, combinată cu spiritul său revoluționar, s-a răspândit rapid în Polonia controlată de ruși de la Sankt Petersburg, unde avusese loc un masacru al demonstranților la 22 ianuarie. Polonia a fost un mare centru revoluționar în Imperiul Rus în perioada 1905–1907, iar insurecția din Łódź a fost un incident-cheie în cadrul acestor evenimente. Muncitorii din Łódź începuseră grevele dinainte de 22 ianuarie, iar până la 31 ianuarie poliția țaristă raporta deja demonstranți care țin pancarte cu sloganuri cum ar fi „Jos autocrația!”, „Jos războiul!”. Acestea au fost capitalizate de facțiuni din Rusia și Polonia care doreau modificări mai mult sau mai puțin radicale. În curând, peste 400.000 de muncitori s-au implicat în grevele din Polonia.
Aripa Partidului Socialist Polonez (Polska Partia Socjalistyczna, PPS) loială lui Józef Piłsudski considera că polonezii trebuie să-și arate hotărârea de a-și recăpăta independența prin proteste active, violente împotriva rușilor. Această opinie nu era împărtășită și de Partidul Național Democrat (ND, în poloneză endecja) al lui Roman Dmowski și nici de aripa „de stânga” (sau „de tineret”) a aceluiași Partid Socialist. Național-Democrații doreau cooperarea cu autoritățile ruse, în vreme ce stânga PPS dorea colaborarea cu revoluționarii ruși în vederea răsturnării regimului țarist și înființarea unei utopii socialiste, considerând acest deziderat mai important ca independența Poloniei.
Războiul Ruso-Japonez produsese nemulțumiri crescânde în tot Imperiul Rus, inclusiv în provinciile poloneze. La 26 ianuarie 1905, circa 6.000 de muncitori din Łódź au luat parte la o mare grevă. A doua zi, s-a declarat grevă generală, și a treia zi, 70.000 de muncitori încetaseră lucrul. Ei cereau ziua de lucru de 8 ore și dreptul de concediu medical. Unor demonstrații muncitorești li s-au alăturat și studenți, care doreau oprirea politicii de rusificare. O altă mare grevă a avut loc de Ziua Muncii, la 1 mai. Ea a afectat aproape jumătate din industria orașului. La 3 mai, aniversarea constituției poloneze din mai, a avut loc o altă demonstrație cu substrat patriotic. La 30 mai, industriașii din Łódź au cerut ajutor guvernatorului general rus.
Uciderea muncitorului Jerzy Grabczyński de către cavaleria căzăcească rusă la Grohmana este amintită drept una dintre scânteile ce au aprins flacăra insurecției. La 18 iunie 1905, poliția rusă a deschis focul asupra uneia dintre numeroasele demonstrații muncitorești din Łódź, ucigând aproximativ 10 muncitori, ale căror funeralii, la care au participat 50.000–70.000 de oameni, au escaladat în mari demonstrații în zilele de 20 și 21 iunie. Înmormântările din 21 iunie au fost întâmpinate din nou de cavaleria căzăcească; mulțimea a aruncat cu pietre, iar cavaleria rusă a răspuns cu foc, ucigând 25 de oameni și rănind câteva sute. Social Democrația Regatului Poloniei și Lituaniei (SDKPiL) a lansat un apel la grevă generală la 23 iunie.

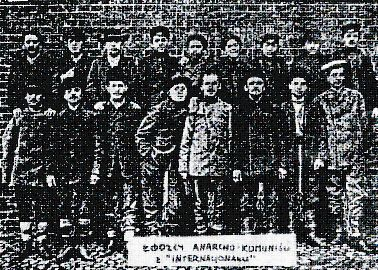
Membrii unei grupări anarhist-comuniste din Łódź în 1906.

PPS al lui Piłsudski, deși nu plănuia o mare revoltă în acel loc și în acel moment, avea o politică de susținere pentru orice protest și orice acțiune de hărțuire îndreptată împotriva forțelor rusești. PPS, ca și alte organizații socialiste, cum ar fi Federația Evreiască și SDKPiL, au fost la fel de surprinse de scara revoltei spontane ca și autoritățile ruse; forțele PPS din Łódź constau din 10 membri regulați și înarmați ai PPS și câteva zeci de muncitori cu statut semioficial de membru. Un grup mai mare trimis de la Varșovia în frunte cu Walery Sławek nu a ajuns la timp pentru a prelua conducerea sau pentru a influența revolta; în cele din urmă, protestul a fost unul anarhic și violent împotriva guvernului rus.

## Revolta
Tensiunile au continuat să crească, și în seara de 21 sau 22 iunie (sursele diferă), muncitorii răsculați au început să ridice baricade și să atace patrulele militare și de poliție, ucigându-i pe cei care se predau. Circa o sută de baricade au fost construite pe parcursul următoarelor câtorva zile.
În zona străzii Wschodnia, muncitorii au deschis focul asupra unei companii de soldați și cavaleriști, iar în strada Południowa, o unitate de jandarmi a fost înconjurată. În oraș au izbucnit mai multe incendii, muncitorii aprinzând prăvăliile de băuturi alcoolice, iar forțele guvernamentale au atacat primele baricade, la început fără prea mult succes. Reprezentanții țariști au cerut întăriri, care au sosit de la Częstochowa, Varșovia, și din taberele de instrucție. Mai multe regimente de infanterie au pătruns în oraș. În cele din urmă, forțele rusești trimise să suprime muncitorii numărau șase regimente de infanterie și mai multe de cavalerie. Chiar și așa, situația escalada către o insurecție în toată puterea. La 23 iunie, toate industriile, atelierele, prăvăliile și birourile s-au închis, muncitorii și forțele guvernamentale ciocnindu-se.
Unele din cele mai grele lupte au avut loc în zona intersecției străzilor Wschodnia și Południowa (astăzi, Rewolucji 1905 r.; unde se aflau patru baricade), lângă fabrica Scheibler din parcul Źródliska și pe drumul Rokociny (astăzi, al. Piłsudskiego). Zona Rokociny era ocupată de o miliție muncitorească de 3.000 de oameni, care a fost obligată să se retragă în parcul Źródliska. Insurgenții nu aveau o agendă organizată, și luptau adesea sub drapele roșii; între revendicările cele mai des ridicate se numărau îmbunătățirea condițiilor de trai ale muncitorilor și drepturi mai multe pentru polonezi. La 23 iunie (sau chiar până la 26 iunie – sursele diferă) țarul a semnat decretul prin care se stabilea legea marțială în oraș.
Facțiunile muncitorești susținute de PPS s-au găsit luptându-se nu doar împotriva poliției și trupelor regulate rusești, ci și împotriva milițiilor poloneze endecja (național-democrate). Ciocniri armate au izbucnit între militanți înarmați loiali PPS-ului lui Piłsudski și cei loiali lui Dmowski. De-a lungul „Zilelor din Iunie”, așa cum a fost denumită insurecția din Łódź în Polonia, s-a dus un mic război civil între PPS-ul lui Piłsudski și endekii lui Dmowski.
Insurgenții erau prost înarmați și în cele din urmă au fost copleșiți de armata regulată țaristă. Majoritatea baricadelor au căzut înainte de 24 iunie; ultimele baricade (din parcul Źródliska și strada Wschodnia) au fost cucerite de ruși până la sfârșitul zilei de 24 iunie sau până la amiaza zilei de 25 iunie (sursele diferă), dar frământările—inclusiv focuri de armă trase ocazionale către polițiști sau către patrulele militare—aveau să continue zile în șir.

## Urmări

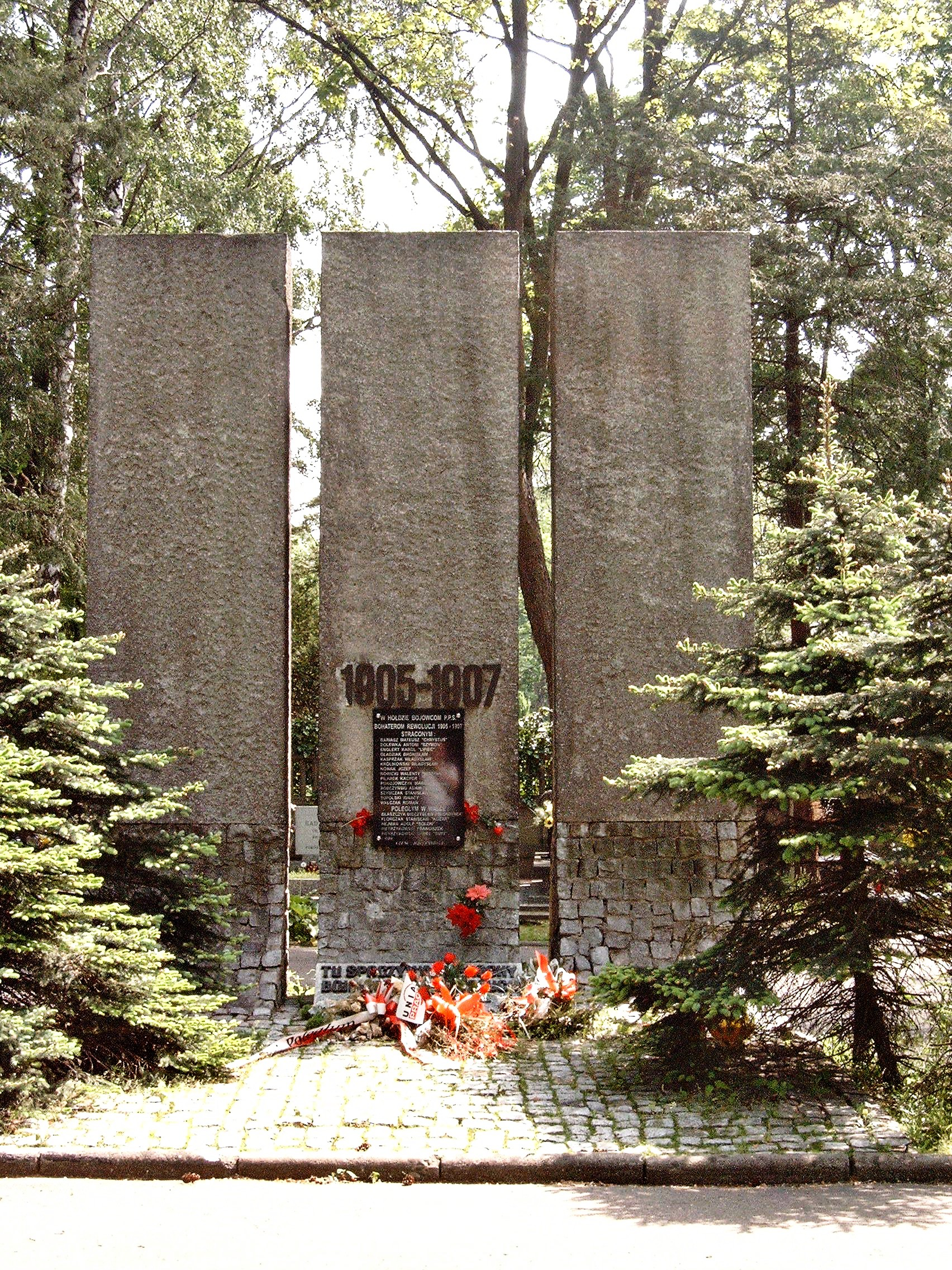
Monument în memoria luptătorilor PPS care au murit în luptele din 1905–1907 la cimitirul Doły din Łódź

Revolta a fost în cele din urmă zdrobită de autoritățile ruse. Rapoartele oficială vorbesc despre 151 de civili morți (55 polonezi, 79 evrei și 17 germani) și 150 de răniți; rapoartele neoficiale vehiculau cifra de peste 200 de morți și între 800 și 2.000 de răniți.
Revolta din Łódź nu a fost nici prima și nici ultima frământare din ceea ce istoriografia poloneză denumește revoluțiile din Regatul Poloniei (1905–1907)—diferite proteste și greve au avut loc în marile orașe poloneze de sub control rusesc de-a lungul întregului an—dar aceasta avea să rămână cea mai dramatică. În septembrie 1905, doi activiști PPS aveau să-l asasineze pe Juliusz Karol Kunitzer, proprietarul fabricii Heinzel & Kunitzer, cunoscut pentru tratamentul dur aplicat muncitorilor. Grevele din Łódź au continuat până la jumătatea lui 1906, când masiva prezență militară rusă și concedierile în masă ale muncitorilor greviști din fabrici au calmat orașul. Chiar și după aceea, Łódź nu a fost un oraș liniștit; în anii 1910–1914 el a fost centrul unui grup socialist și anarhist radical, Rewolucyjni Mściciele, etichetat ca fiind „cea mai extremistă grupare teroristă din istoria Poloniei”. Revolta a fost relatată în presa internațională și a fost recunoscută de activiștii socialiști și comuniști din toată lumea.

## In memoriam

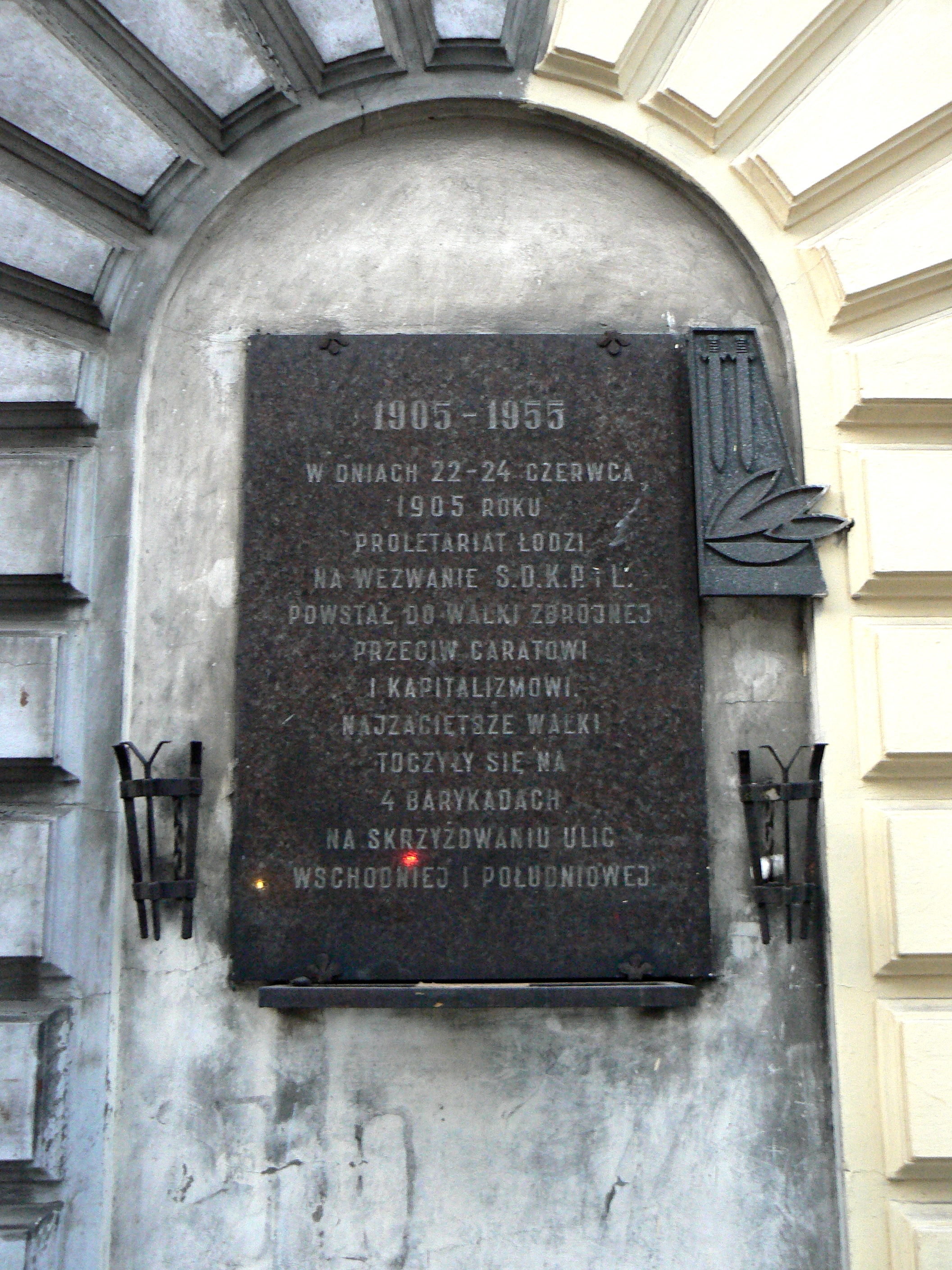
Placă ce comemorează luptele din 1905 din Łódź

În memoria insurecției din 1905 au fost ridicate mai multe monumente. Unul din ele este Monumentul acțiunii revoluționare din Lodz, proiectat de Kazimierz Karpiński și dezvelit la data de 22 iunie 1975 într-o ceremonie la care au luat parte membrii ai Politburo-ului polonez, în frunte cu președintele Consiliului Central al Sindicatelor Wladyslaw Kruczek și Jerzy Lorens, primarul Łódźului la acea vreme. La începutul fiecărui an, dar și de Ziua Muncii, au loc festivități comemorative în onoarea muncitorilor polonezi care au murit în timpul insurecției. Un alt monument dedicat victimelor se află la cimitirul Doły din Łódź.
O stradă din Lodz a fost denumită Strada Revoluției din 1905. S-au instalat și plăci comemorative ale evenimentului.